# Дом Лаллукки
Дом Лаллукки (фин. Lallukan talo) — бывшее здание фирмы «Хякли, Лаллукка и К°» в Выборге, построенное в 1906 году по проекту архитектора Аллана Шульмана (1863—1937) в стиле национального романтизма. Здание, ставшее одним из наиболее известных памятников архитектуры в городе, сильно пострадало во время советско-финских войн (1939—1944) и было восстановлено в послевоенные годы. Современный адрес: улица Вокзальная, дом 7.

## История
Живший в Выборге с 1891 года коммерции советник Юхо Лаллукка был основателем крупной торговой компании, для нужд которой в центре города было выстроено четырёхэтажное здание с торговыми и жилыми помещениями. Юхо Лаллукка с семьёй занимал квартиру на втором этаже.
Для облицовки северного и западного фасадов здания архитектор Аллан Шульман использовал тёмно-красный гранит. Грубооколотые плитки на фасаде гармонировали с мостовой, уложенной брусчаткой. Угол дома отмечен высокими остроконечными фронтонами и стрельчатыми арками, удачно сочетающимися с асимметрично расположенными на главном фасаде балконами и эркерами, а также окнами, разнообразными по форме: полуциркулярными, прямоугольными, стрельчатыми, щелевидными и круглыми. Другим украшением фасада стали орнаменты и скульптуры в виде женских фигур Эмиля Халонена. Фасад просматривается в перспективе улицы Ушакова со стороны главной городской площади, и здание имеет важное градообразующее значение. На соседнем участке по проекту того же архитектора был построен дом купца Воробьёва.
По завершении строительства архитектурные достоинства здания были отмечены в петербургской печати, приёмы Шульмана повлияли на развитие северного модерна в русской архитектуре.
В ходе военных действий здание сгорело, все интерьеры и скульптурные украшения были утрачены. Ремонтные работы к 1952 году вернули городу жилые помещения, однако многие декоративные элементы не были восстановлены; в частности, сильно пострадавшие рисунки на наличниках окон были замазаны бетоном. Из шести парных скульптур, украшавших главный вход в здание и пилоны ограды, три стали музейными экспонатами: две — в фондах Выборгского замка, а одна (статуя «Крестьянка») находилась в музее-заповеднике парк Монрепо, до тех пор пока в 2018 году не была возвращена в дом Лаллукки. Некоторое время одна из скульптур украшала придомовой сквер. Искажение внешнего облика здания дополнила замена гранитной мостовой асфальтовым покрытием.

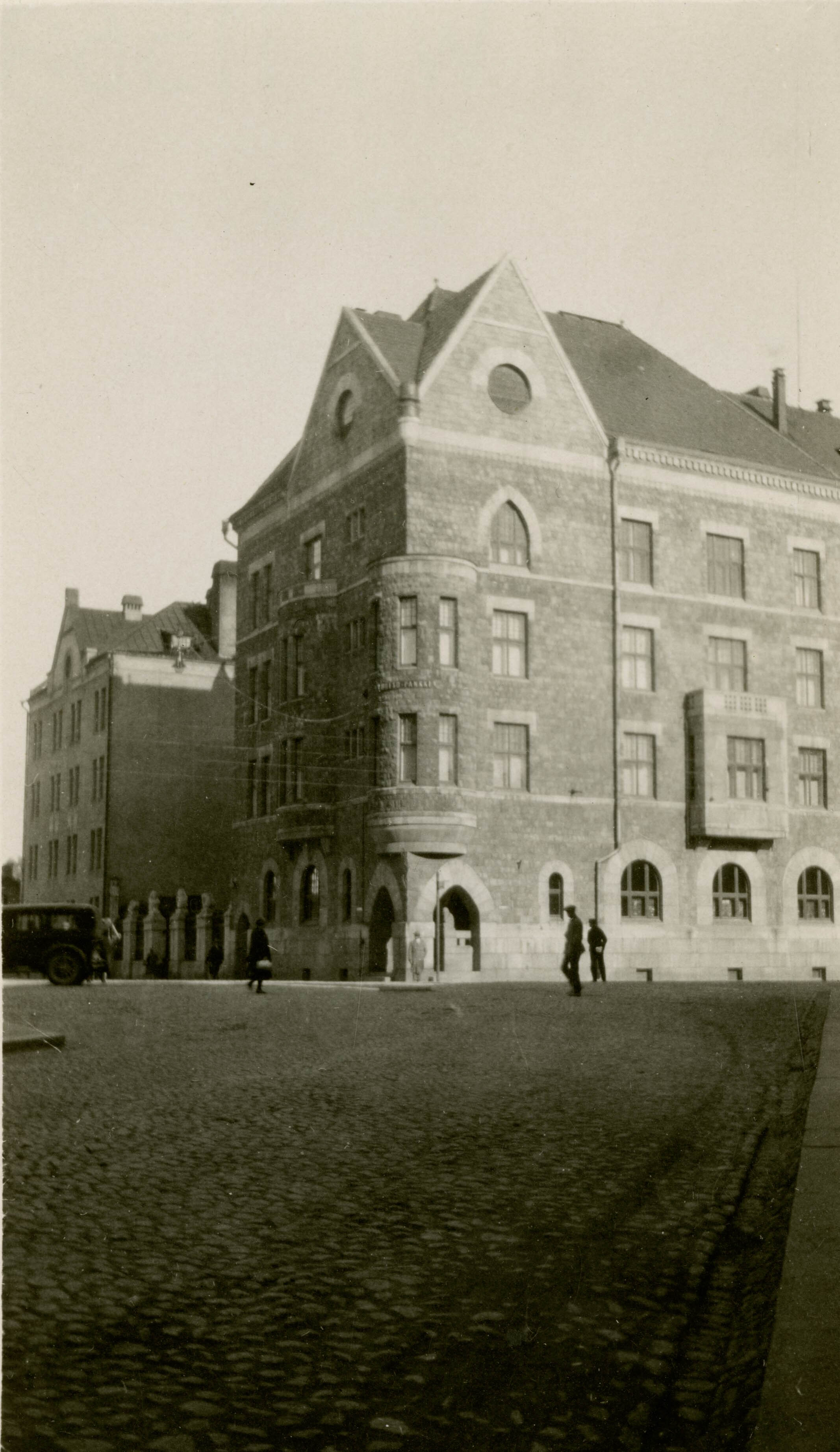
Довоенное фото
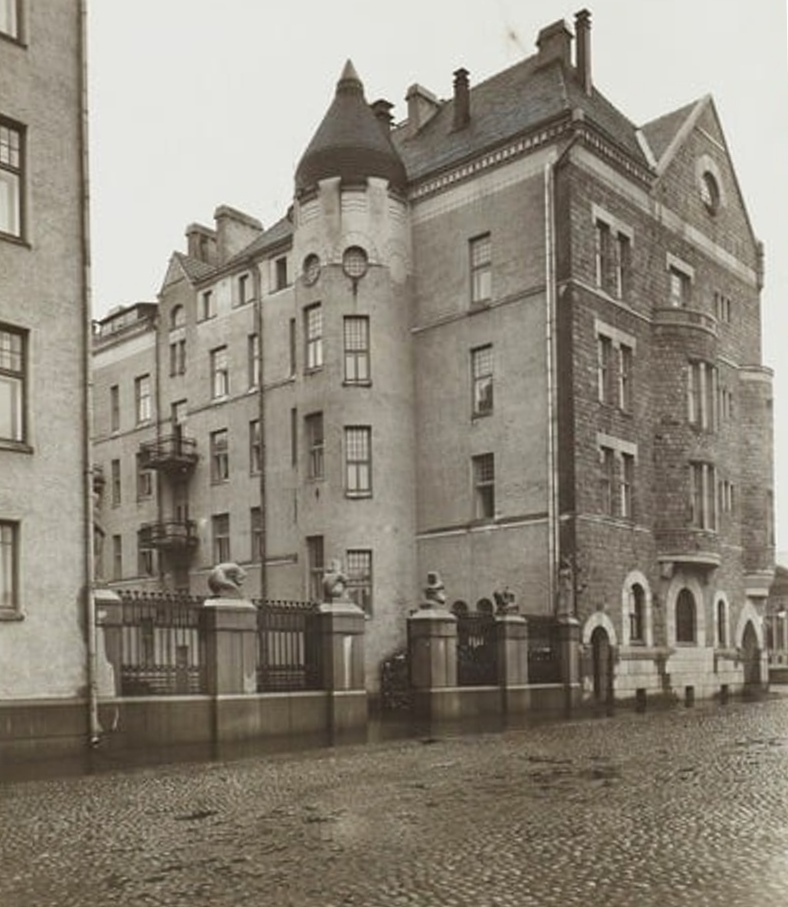
Первоначальный вид ограды со статуями
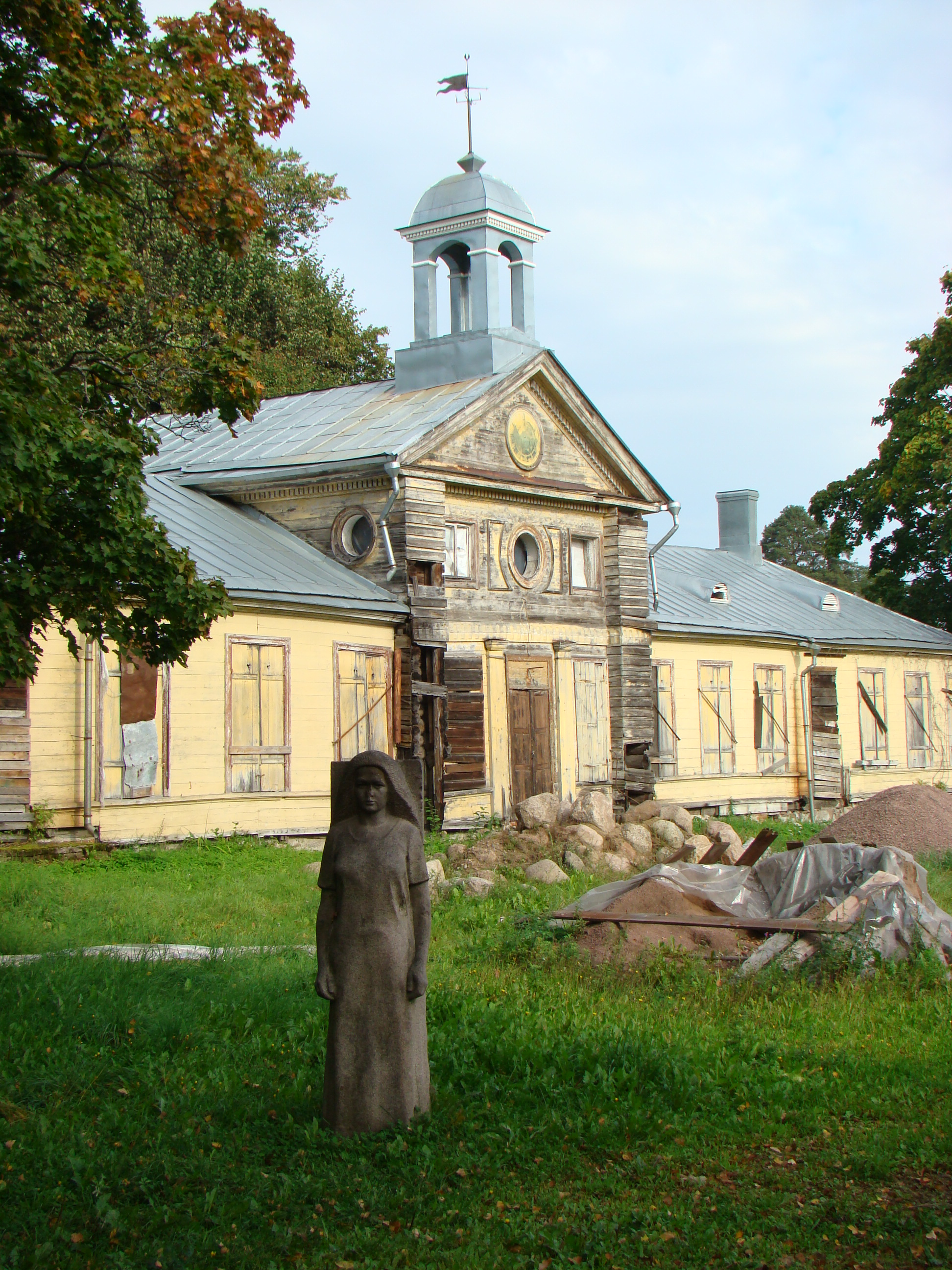
Статуя «Крестьянка» в Монрепо
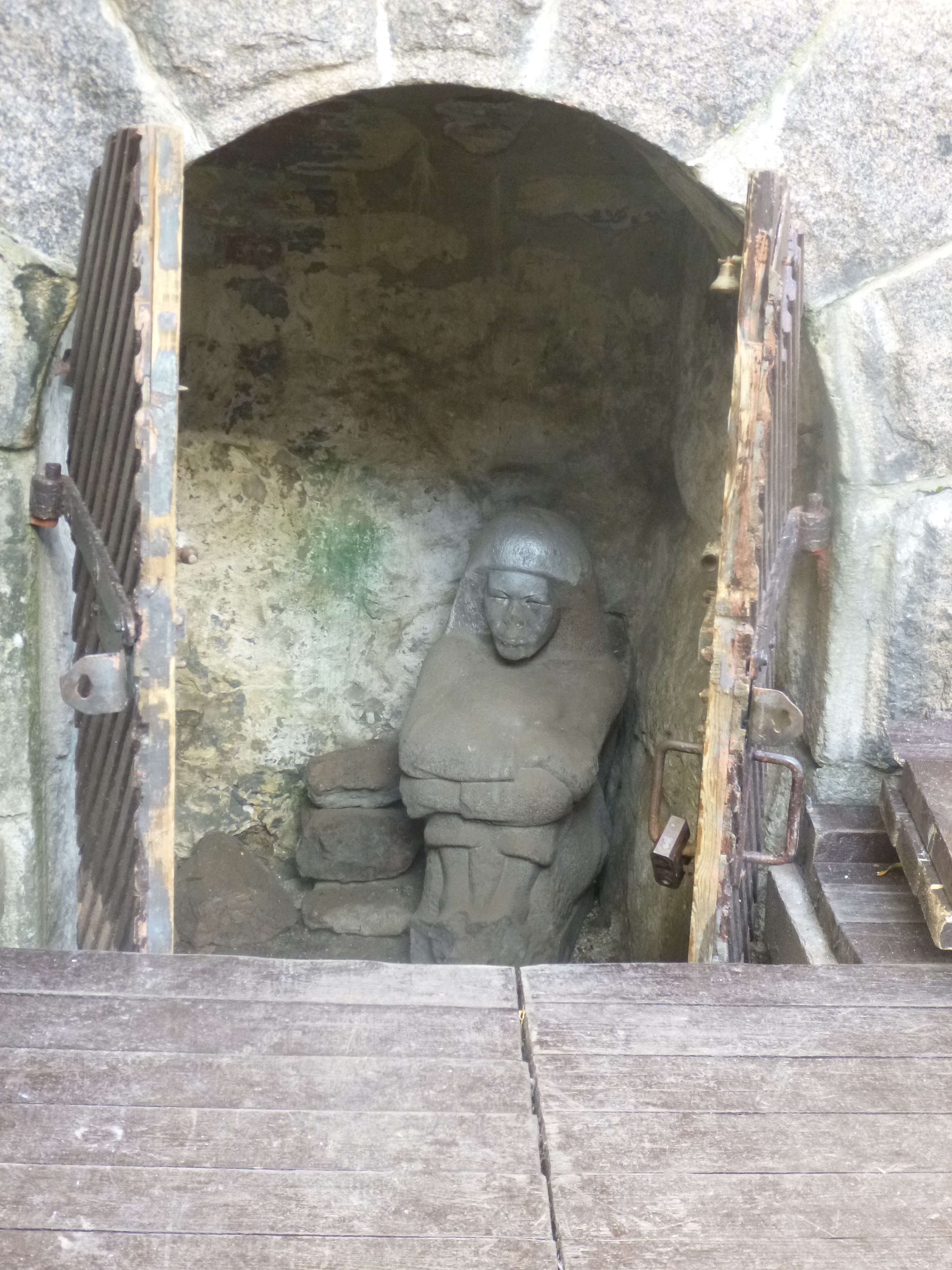
Скульптура в запасниках Выборгского замка
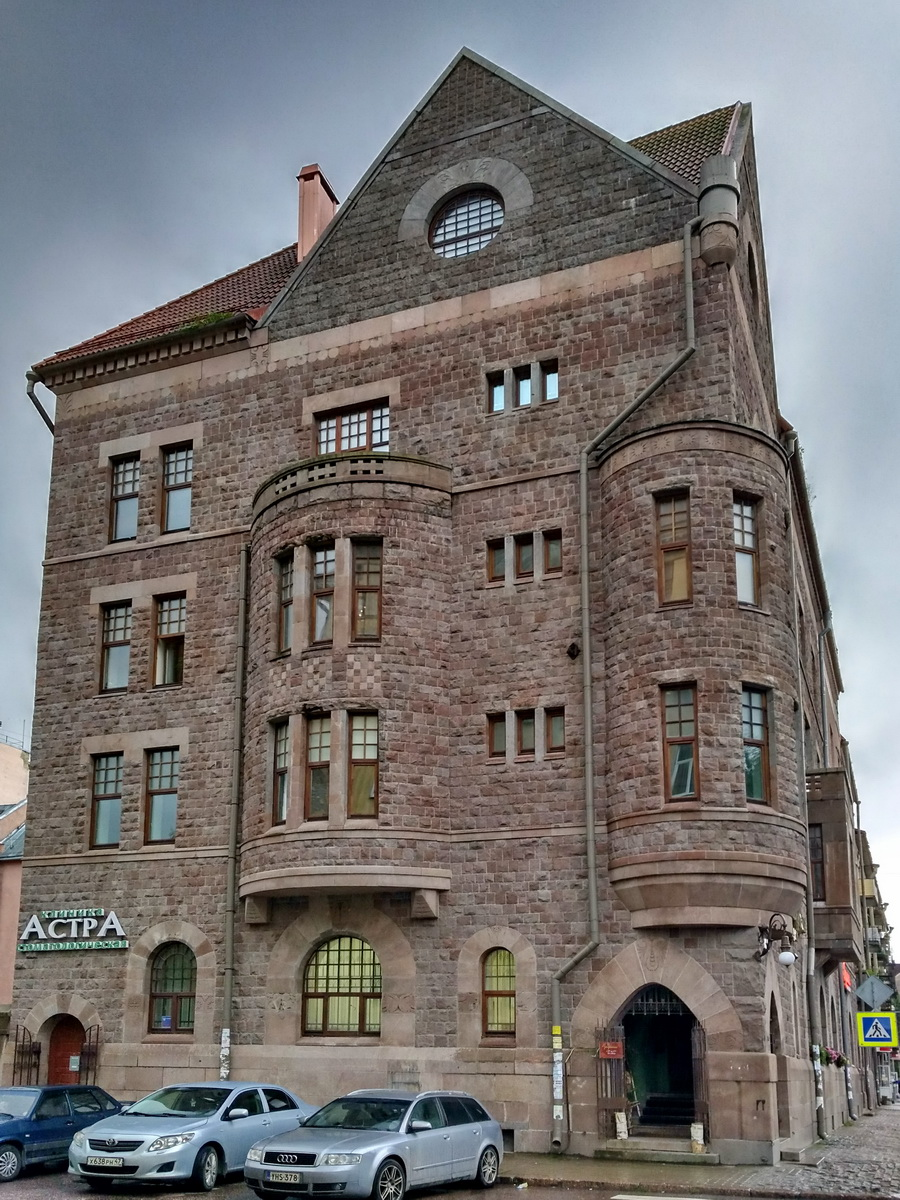
Фото 2017 года
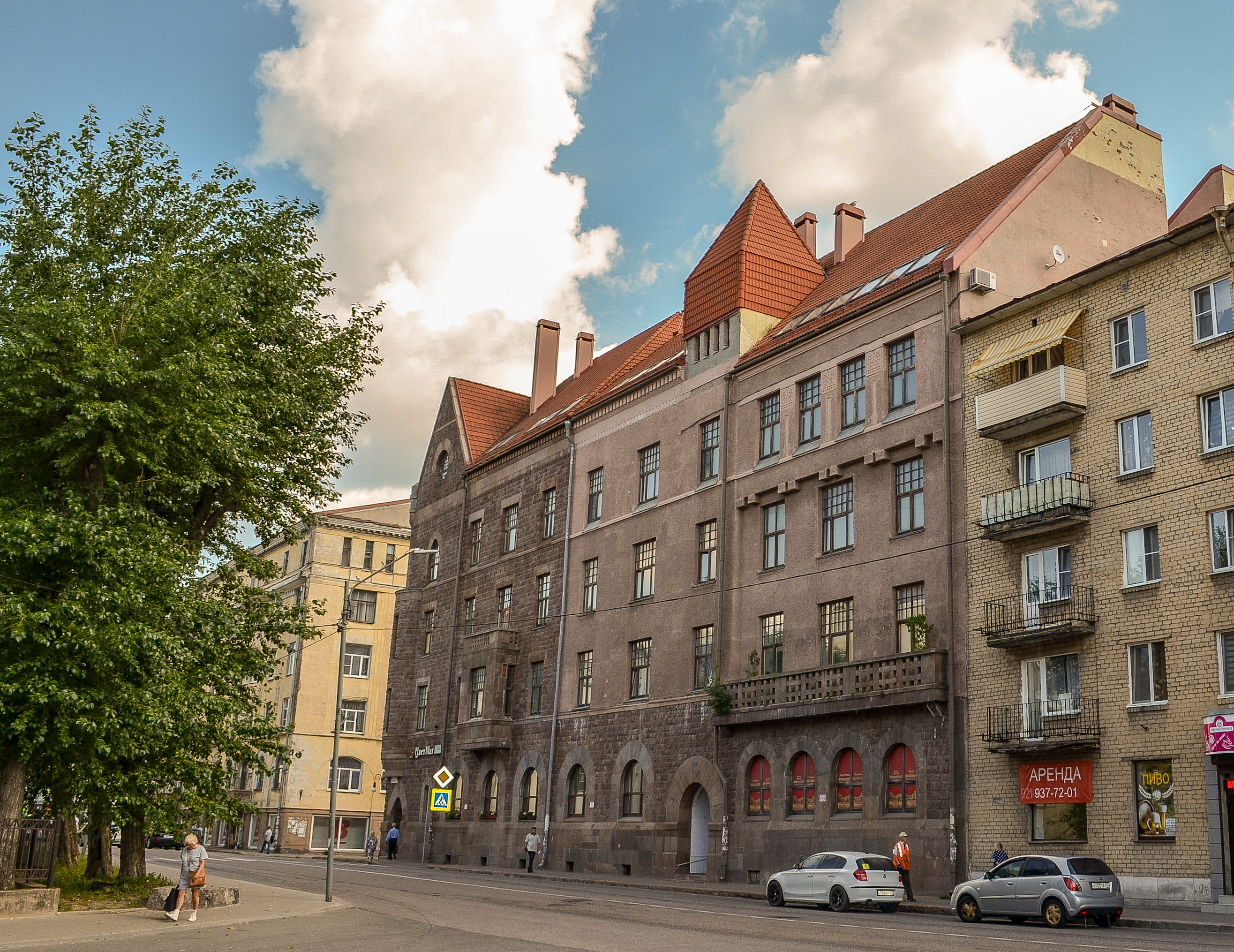
Фото 2020 года

В 2006 году была завершена длительная реконструкция здания. Как и прежде, на первом этаже размещаются магазины, а на других — квартиры. Заново был выстроен дворовой корпус, крыше возвращена островерхая форма, а гранитные украшения наличников полностью восстановлены. Среди характерных для декора национального романтизма зооморфных мотивов можно увидеть и сюжеты, навеянные мотивами эпоса Калевалы (посвящённые обитателям озёр, сценам охоты и другим жанровым сценам), а также юмористические рисунки — арлекинов с пистолетами и арбалетами. Снова стали видны перемежающиеся изображения лесных и домашних животных (например, заяц, собака, кошка, домашний скот, и даже мыши — как обычные, так и летучие). Другим характерным для зданий в стиле национального романтизма элементом является восстановленная башенка на главном фасаде.